# Hrazdan
 Ovo je glavno značenje pojma Hrazdan. Za druga značenja pogledajte Hrazdan (razdvojba).
Hrazdan (armenski: Հրազդան, prije Akhta, Akhti, Akhtala, Nizhniye Akhty, Nizhne Akhti, Nerkin Akhta, i Nizhnyaya Akhta) je glavni grad provincije Kotayk u Armeniji. Ime Hrazdan dolazi od srednjoperzijske riječi Frazdan koja je povezana sa zoroastrijskom mitologijom. Hrazdan je s 42.150 stanovnika peti grad u Armeniji po broju stanovnika. Broj stanovnika naglo opada od 1989. kada je bilo 59.000 stanovnika. Za vrijeme SSSR-a je bio jedan od gospodarski najrazvijenijih gradova u Armeniji. U blizini grada se nalazi samostan Makravank iz 13. i crkva sv. Astvatsatsina iz 11. stoljeća.